# Entr’acte (Film)
Entr’acte ist ein dadaistischer Kurzfilm aus Frankreich, der am 27. November 1924 als Zwischenspiel von Francis Picabias Ballettinszenierung Relâche am Pariser Théâtre des Champs-Élysées uraufgeführt wurde. Der Regisseur René Clair bedient sich verschiedener Spezialeffekte, wie Zeitlupe, ungewöhnlicher Kameraposition und Mehrfachbelichtungen, um surreale Filmsequenzen zu schaffen.

## Handlung
In der ersten Szene bewegt sich eine Kanone selbstständig auf einem Dach in einer Stadt. Zwei Männer, Erik Satie und Francis Picabia, springen in Zeitlupe in die Szene und laden die Kanone. Die Szene endet, als die Kanone in Superzeitlupe auf den Zuschauer feuert.
Es folgen rasche zusammenhangslose Einstellungen von Paris und Detailaufnahmen mit Verfremdungen und ungewöhnlichen Kamerapositionen. Dies endet mit einer Balletttänzerin, die zuerst von unten durch eine Glasscheibe gefilmt wurde und die sich beim Wechsel in eine normale Kameraposition als ein bärtiger Mann entpuppt.
Danach zielt ein Jäger auf dem Dach eines Hauses auf ein über einem Springbrunnen schwebendes Ei. Als er zum Schuss kommt, verwandelt sich das Ei in eine Taube, die auf seinem Hut landet. Ein weiterer Schütze kommt hinzu und letztlich stürzt der Jäger vom Dach.
Die zweite Hälfte des Films bestimmt ein Leichenzug. Die Trauernden sammeln sich hinter einem Leichenwagen, vor den ein Dromedar gespannt ist. Die in Zeitlupe rennenden Folgenden wirken wie Tanzende, noch verstärkt durch die Einblendung der Ballerina aus der ersten Hälfte. Der Trauerzug erreicht einen Platz, an dem das Dromedar abgespannt wird. Der Leichenwagen setzt sich alleine in Bewegung und wird immer schneller, durchzieht Städte und andere Landschaften, bis schließlich der Sarg herunterfällt. Einige Verfolger erreichen nun den Sarg auf einer Wiese. Der Sargdeckel öffnet sich langsam, bis ein Magier mit Zauberstab herausspringt. Dieser lässt den Sarg, die Anwesenden und schließlich sich selbst durch Berührung mit dem Stab verschwinden.

## Entstehung und Wirkung
Entr’acte war als Entracte (französisch für Zwischenakt) für die Pause des Ballets Relâche konzipiert, zu dem Musik von Eric Satie gespielt wurde. Satie, der Schriftsteller Francis Picabia, der das Libretto zu Relâche geschrieben hatte, und der Solotänzer Jean Börlin vom Ballets Suédois treten auch in Entr’acte auf.
Dieser avantgardistische Film beeinflusste viele Filme der nachfolgenden Jahrzehnte, beispielsweise übernahm Werner Nekes 1967 die Kameraposition der Balletttänzerin in Schwarzhuhnbraunhuhnschwarzhuhnweißhuhnrothuhnweiß oder put-putt. Entr’acte wird auch heute noch als wesentlicher Beitrag zur französischen Filmavantgarde der 1920er Jahre auf Stumm- und Kurzfilmtagen gezeigt.